# Nonce

Comunicación típica cliente-servidor durante un proceso de autenticación basado en nonce que incluye tanto un nonce de servidor como un nonce de cliente

En criptografía, un nonce es un número arbitrario que se puede usar una única vez en una comunicación criptográfica. A menudo es un número aleatorio o pseudoaleatorio emitido en un protocolo de autenticación para garantizar que las comunicaciones antiguas no se puedan reutilizar en ataques de playback. También pueden ser útiles como vectores de inicialización y en funciones hash criptográficas.